# Tajemství starého venkovského sídla
Tajemství starého venkovského sídla (1965, Het geheim van het oude landhuis) je dobrodružný detektivní román pro mládež od nizozemsklého spisovatele Johana Fabricia odehrávající se v autorově současnosti na malém ostrově v Karibském moři.

## Obsah románu
Hrdiny románu je pětice dospívajících chlapců a děvčat. Nejstaršímu z nich, Markovi, je šestnáct let, Hein je vypravěčem příběhu a Marek vlastní plachetnici Modrý delfín. Děvčata se jmenují Mary a Liana.
Tato pětice, žijící na Ostrově v Karibském moři poblíž Venezuely si vyjede Markovu plachetnicí na moře. Po vyjížďce se vydají do opuštěného venkovského sídla, kde si udělají piknik. Přitom objeví na půdě domu ukrytý cenný lup, zlaté a stříbrné předměty z dosud neobjasněné loupeže v kostele, o které se psalo v novinách, šperky z jiných loupeží a také třicet dva beden s kořalkou. Nález neohlásí na policii, ale snaží se zločince vypátrat sami. Tím se dostanou do souboje s bandou zkušených venezuelských lupičů a podloudníků. S pomocí indiánského rybáře Nicodema, který je podloudníky donucen ke spolupráci, se jim podaří objevit jejich tajné přístaviště ve zdánlivě nepřístupné jeskyni. Jsou tam však podloudníky zajati a odvezeni na jejich jachtu. Podloudníci jim dokonce potopí Modrého delfína.
Podloudníci mladé lidi unesou a ukryjí je na pobřeží Venezuely na opuštěném místě v pralese plném kajmanů a moskytů a snaží se za ně získat výkupné. Marek se rozhodne odjet v kánoi do nějakého přístavu na pobřeží, ale padne do rukou kubánských revolucionářů, kteří chtějí aby se k nim připojil, jinak že ho hodí do moře. Když poblíž Ostrova potkají Nicodemovu plachetnici, podaří se Markovi na ní uprchnout a dostat se domů. Pro zbylé mladé lidi je vysláno letadlo a policie pak bandu zlikviduje při předávání výkupného.

## Česká vydání
- Tajemství starého venkovského sídla, Albatros, Praha 1972, přeložila Stanislava Hřebíčková.